# Kiwa hirsuta
Kiwa hirsuta – gatunek dziesięcionoga odkryty na głębokości 2228 m w pobliżu komina hydrotermalnego w 2005 w Pacyfiku. Nazwa tego skorupiaka pochodzi od imienia bogini morskich stworzeń oraz od tłumaczenia łacińskiego "owłosiony".
Kiwa hirsuta występuje w okolicach Wyspy Wielkanocnej na głębokości ok. 2200 metrów.